# Kobierniki Miejskie
Kobierniki Miejskie – dawna kolonia w Polsce, w województwie świętokrzyskim, w powiecie sandomierskim, w gminie Samborzec.
1 stycznia 2024 nazwa miejscowości została zniesiona.
W latach 1975–1998 miejscowość administracyjnie należała do województwa tarnobrzeskiego.